# Haplogrup E del cromosoma Y humà
L'haplogrup E del cromosoma Y humà és un haplogrup format a partir de l'haplotip M96 del cromosoma Y humà.
Aquest haplogrup conté un cert nombre de grups a Àfrica i el Pròxim Orient. Alguns clades derivats també s'han trobat en freqüències moderades en poblacions d'Europa, particularment entre els que resideixen al mar Mediterrani, zona que es creu que va escampar una antiga influència genètica des del Pròxim Orient cap a Europa, és possible que a través d'antics pobles com els fenicis.
Es creu que aquest haplogrup es va originar a Àfrica fa més de 50.000 anys. Conté un polimorfisme YAP distintiu conjuntament amb l'haplotip D, indicant el seu origen ancestral comú.
Les subbranques inclouen els haplogrups E3a (M2) i E3b (M35).
Tant el D com l'E contenen el canvi M168, que està present en tots els haplotips del cromosoma Y, excepte l'A i el B.